# Tằm ăn dâu

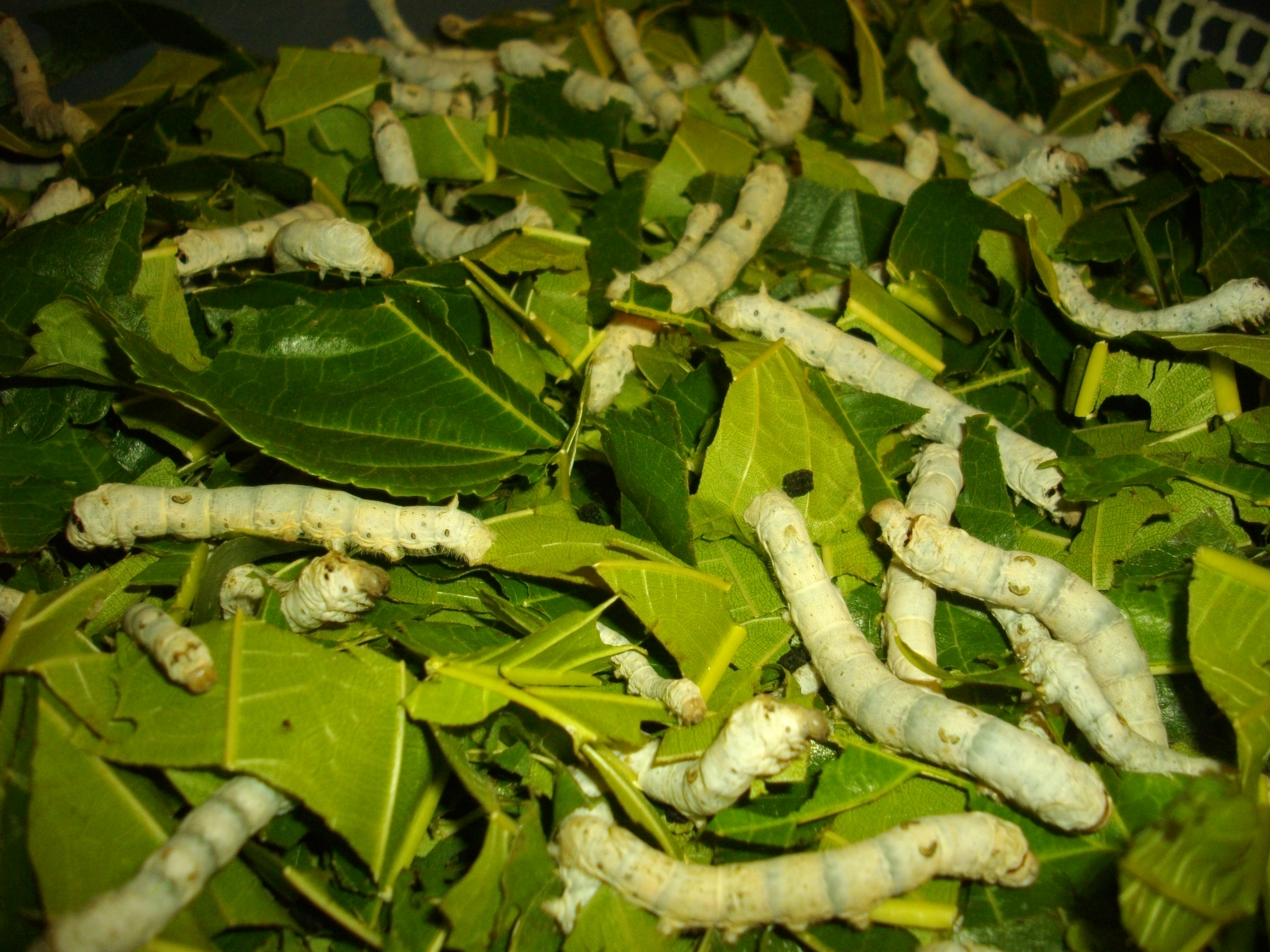
Hình tượng

Tằm ăn dâu, hay Tàm thực (chữ Hán giản thể: 蚕食策略, "Tàm thực sách lược") là một chiến lược chính trị thường được dán nhãn chủ nghĩa đế quốc Trung Quốc liên quan các biện pháp và hành động xâm lấn dài hạn đối với lãnh thổ và lãnh hải các nước láng giềng. Chiến lược này chia nhỏ các mục tiêu và xâm chiếm từng bước, từng phần nhỏ trong một thời gian dài theo kiểu gặm nhấm. Chiến lược này được xem là cắt lát salami kiểu Trung Quốc. Một cách trái ngược, truyền thông Trung Quốc cũng sử dụng "Tàm thực sách lược" để chỉ việc các quốc gia láng giềng xâm lấn lãnh thổ, lãnh hải của họ.
Tằm ăn dâu cũng đề cập đến quá trình mở rộng lãnh thổ về phía nam của Đại Việt trong nhiều thế kỷ, để tạo nên lãnh thổ Việt Nam như ngày nay.

## Lịch sử

### Trung Quốc
Trọng tâm của chủ nghĩa đế quốc Trung Quốc là mở rộng lãnh thổ của nước này, điều này đã diễn ra không ngừng trong lịch sử, xuyên suốt từ thời cổ đại, với việc mở rộng của nước Sở, quốc gia chư hầu rộng nhất của nhà Chu và là nước mở rộng mạnh nhất Trung Hoa về phía nam, về sau được thúc đẩy bởi nhà Tần (thế kỷ 3 TCN) và tiếp theo là nhà Hán (từ thế kỷ 2 TCN), cho đến các triều đại sau. Việc mở rộng là theo nhiều hướng, cả phía nam, phía tây và phía bắc. Nhưng việc mở rộng không phải lúc nào cũng suôn sẻ, các triều đại Trung Quốc luôn gặp phải sự phản kháng. Sách lược của hầu hết các triều đại Trung Quốc là "Tằm ăn dâu", tiến hành xâm lấn các nước xung quanh từng bước để mở rộng đất đai, đẩy xa dần biên giới của Trung Quốc. Sách lược này không chỉ diễn ra bằng chiến tranh, mà cả diễn ra trong thời bình. Theo cách diễn giải của Binh pháp Tôn Tử là "Bất chiến tự nhiên thành" (không đánh mà vẫn thắng), một sách lược xâm lược lãnh thổ nước khác mà không cần dùng đến chiến tranh.

### Việt Nam
Chính sách "Tàm thực" thường được gắn liền với vai trò của Nguyễn Cư Trinh trong thế kỷ 18, ông là người đã đệ trình chính sách này cho chúa Nguyễn Phúc Khoát qua nhiều mưu kế để từng bước sáp nhập đất đai ở phương Nam, nhập vào chủ quyền của người Việt.

## Tằm ăn dâu trên biển
Chiến lược này diễn ra chậm rãi, kiên trì qua một thời gian dài, lấn chiếm dần từng mảnh nhỏ lãnh thổ láng giềng, trong giai đoạn hiện nay, "Tằm ăn dâu" được tiến hành trên các vùng biển để mở rộng từng bước, lấn chiếm lãnh hải mà Trung Quốc gọi là vùng biển lịch sử. Việc mở rộng chậm rãi này diễn ra âm thầm, cũng như chiếm đóng từng phần nhỏ theo thời gian, rất khó dẫn đến bùng nổ phản ứng mạnh mẽ của các nước láng giềng bằng biện pháp chiến tranh.
Các bước đi chủ yếu của "Tằm ăn dâu trên biển":
- Mở rộng từng bước: năm 1956, chiếm một phần Hoàng Sa, đến 1974 tiến chiếm toàn bộ quần đảo này. Năm 1988, tiến chiếm một phần quần đảo Trường Sa. Chiếm Đá Vành Khăn năm 1995. Năm 2012, Trung Quốc giành quyền kiểm soát bãi cạn Scarborough.[12]
- Tuyên bố và xác lập chủ quyền: cho cải tạo, bồi lấp các đảo đá và bãi cạn, bãi ngầm thành các đảo nhân tạo lớn, thông qua đó, tuyên bố chủ quyền, đòi hỏi sở hữu hợp pháp lãnh hải xung quanh và vùng đặc quyền kinh tế.
- Chớp thời cơ: Lợi dụng tình hình xung đột gia tăng ở một khu vực trên thế giới, như Trung Đông,...khi các cường quốc bị cuốn hút đến các sự kiện diễn ra ở đó, Trung Quốc sẽ thực hiện gia tăng các hành động trên các vùng biển tiếp giáp với các nước láng giềng.[13] Một ngạn ngữ cổ Trung Quốc là "Thừa nước đục thả câu", hay "Thanh đông kích tây".
- "Mềm nắn, rắn buông": khi có phản ứng mạnh mẽ của các nước láng giềng Trung Quốc có thể sẽ mềm dịu trong các biện pháp phản ứng, tạm thời lùi dần, nhưng sẽ lấn dần khi có điều kiện thuận lợi. Biện pháp này cũng thường đi kèm trả đũa, như phản ứng trước các động thái chính trị kiên quyết của chính phủ nước láng giềng, Trung Quốc sẽ thực hiện các chính sách cấm vận, ngăn cản hoạt động thương mại giữa hai nước.[14]
- Tăng dần hiện diện: đưa càng nhiều người đến định cư trên các đảo, thúc đẩy hoạt động du lịch và thăm dò khai thác. Hàng chục ngàn tàu cá được triển khai đánh bắt.
- Quân sự hóa: củng cố các đảo nhân tạo,[15][16] cho đặt căn cứ quân sự, các thiết bị radar và quân nhân đến đồn trú.[11][17] Mở các sân bay lớn.
- Lập vùng nhận dạng phòng không: đây là bước đi khẳng định chủ quyền và đe dọa các nước xung quanh.[11]
- Chờ thời đánh chiếm: phần cuối của "Tằm ăn dâu" là bước đi hoàn tất, nếu cần thiết sẽ sử dụng biện pháp quân sự, cho quân đánh chiếm.[18]

## Sử dụng trong chính trị
"Tằm ăn dâu" được mô tả như một chiến lược loại bỏ từng bước các đối thủ chính trị trong một bộ máy nhà nước.

## Sử dụng trong kinh doanh

### Quản trị doanh nghiệp
"Tằm ăn dâu" cũng được dùng trong các lĩnh vực khác như kinh doanh, chỉ việc chiếm dần một thị trường qua việc chiếm dần từng thị phần nhỏ một cách lâu dài hoặc chỉ sự kiên trì xây dựng một cơ sở kinh doanh hay một doanh nghiệp. Tằm ăn dâu thường bắt đầu với doanh nghiệp vừa và nhỏ tích lũy mọi nguồn lực, kinh nghiệm, đào tạo đội ngũ,...từng bước mở rộng, trước hết với thị trường yếu và các đối thủ cạnh tranh yếu.
Tác giả Nhất Thúc Xuân (_叔春) trong quyển 史玉柱最有价值的商_博弈 (Canh bạc_Kinh doanh có giá trị nhất của Trị Đích Thương) xuất bản năm 2008, viết về chiến lược Tàm thực trong kinh doanh có 3 bước, để doanh nghiệp có thể xây dựng thương hiệu quốc gia. Ba bước được gọi là Điểm, Đường và Bề mặt. Cơ sở đầu tiên của doanh nghiệp nhỏ khi mới thành lập gọi là điểm, mở rộng thị trường trong trung hạn chỉ là đường, trở thành thương hiệu hàng đầu tại thị trường mục tiêu mới là mấu chốt.

### Đàm phán trong mua và bán hàng
Tằm ăn dâu cũng là loại chiến thuật ở cấp độ mua và bán hàng. Cả bên bán hàng và mua hàng đều sử dụng loại chiến thuật này trong đàm phán. Chẳng hạn là việc trả giá, kỳ kèo từng bước của người mua hàng. Người bán hàng cũng có thể sử dụng việc thách giá và giả vờ nhượng bộ.
Chiến thuật này được đánh giá có hiệu quả cao, thúc đẩy đối phương nhượng bộ từng bước thường có kết quả tốt. Nhưng cũng có rủi ro nếu o ép đối phương quá mức có thể dẫn đến thất bại trong một cuộc đàm phán.

### Sách
- Lỗ Tiểu Huệ (鲁小慧), Tôn Dũng (孙勇) (2012). 商务谈判 (Đàm phán kinh doanh). Hà Nam khoa học kỹ thuật xuất bản xã. ISBN 9787534957345.
- Nhất Hoạt (_越) (2009). 史玉柱商道真 (Chân lý kinh doanh của Trị Đích Thương). Phi tường thời đại.
- Nhất Thúc Xuân (_叔春) (2008). 史玉柱最有价值的商_博弈 (Canh bạc_Kinh doanh có giá trị nhất của Trị Đích Thương). Phi tường thời đại.
- Tống Chân Hách Trữ (宋振赫著) (2012). 瞬间读懂顾客心理学 (Hiểu ngay tâm lý khách hàng). Trung Quốc Hoa kiều xuất bản xã. ISBN 9787511321787.